# Francisco Marco
Francisco Guillermo Marco (Santa Fe, 27 giugno 2003) è un calciatore argentino, difensore del Los Andes in prestito dal Defensa y Justicia.

## Carriera

### Club
Cresciuto nel settore giovanile del Defensa y Justicia, debutta in prima squadra il 27 agosto 2022 in occasione dell'incontro di Primera División vinto per 1-2 contro il Banfield.

### Nazionale
Nel 2023 è stato convocato per il campionato sudamericano Under-20.

## Statistiche

### Presenze e reti nei club
Statistiche aggiornate al 17 febbraio 2023.
| Stagione                  | Squadra                   | Campionato                | Campionato | Campionato | Coppe nazionali | Coppe nazionali | Coppe nazionali | Coppe continentali | Coppe continentali | Coppe continentali | Altre coppe | Altre coppe | Altre coppe | Totale | Totale |
| Stagione                  | Squadra                   | Comp                      | Pres       | Reti       | Comp            | Pres            | Reti            | Comp               | Pres               | Reti               | Comp        | Pres        | Reti        | Pres   | Reti   |
| ------------------------- | ------------------------- | ------------------------- | ---------- | ---------- | --------------- | --------------- | --------------- | ------------------ | ------------------ | ------------------ | ----------- | ----------- | ----------- | ------ | ------ |
| 2022                      | Defensa y Justicia        | PD                        | 5          | 0          | CA+CdL          | 1+0             | 0               | CS                 | 0                  | 0                  |             | -           | -           | 6      | 0      |
| 2023                      | Defensa y Justicia        | PD                        | 0          | 0          | CA+CdL          | 0               | 0               | CS                 | 0                  | 0                  |             | -           | -           | 0      | 0      |
| Totale Defensa y Justicia | Totale Defensa y Justicia | Totale Defensa y Justicia | 5          | 0          |                 | 1               | 0               |                    | 0                  | 0                  |             | -           | -           | 6      | 0      |
| Totale carriera           | Totale carriera           | Totale carriera           | 5          | 0          |                 | 1               | 0               |                    | 0                  | 0                  |             | -           | -           | 6      | 0      |